# فاي مارفن كلارك
فاي مارفن كلارك (بالإنجليزية: Fay Marvin Clark)‏ هو سياسي أمريكي، ولد في 1907، وتوفي في 1991.